# Prees Higher Heath
Prees Higher Heath – osada w Anglii, w hrabstwie Shropshire, w dystrykcie (unitary authority) Shropshire. Leży 26 km od miasta Shrewsbury. W 2016 miejscowość liczyła 1207 mieszkańców.